# The Thing About Pam
The Thing About Pam est une mini-série télévisée américaine de six épisodes diffusée en 2022 sur NBC. Elle est inspirée d'une histoire vraie et retrace l'affaire du meurtre de Betsy Faria, survenu en 2011.
En France, la série est diffusée sur la plateforme en ligne M6+.

## Synopsis
Russ Faria (Glenn Fleshler) est reconnu coupable du meurtre de son épouse, Betty Faria (Katy Mixon), mais est acquitté lors d'un second procès. L'attention se tourne alors vers Pam Hupp (Renée Zellweger), une amie proche de Betsy et la dernière personne à l'avoir vue en vie, une femme au comportement manipulateur et aux motivations troubles.
Cette série explore les circonstances entourant le meurtre de Betsy Faria, mettant en lumière les erreurs judiciaires et les manipulations qui ont conduit à l'arrestation initiale de Russ Faria, ainsi que les actions suspectes de Pam Hupp. En 2021, Pam Hupp a été inculpée pour le meurtre de Betsy Faria et attend actuellement son procès.

## Distribution

### Acteurs principaux
- Renée Zellweger (VF : Odile Cohen) : Pam Hupp (en), femme d'affaires arrêtée pour le meurtre de Betsy Faria
- Josh Duhamel (VF : Alexis Victor) : Joel Schwartz, l'avocat de Russ Faria
- Judy Greer (VF : Anne Massoteau) : Leah Askey, la procureure du comté de Lincoln, dans le Missouri, qui a jugé Russ Faria deux fois pour le meurtre de sa femme
- Gideon Adlon (VF : Camille Donda) : Mariah Day, la fille de 17 ans de Betsy et Russ
- Sean Bridgers (VF : Philippe Vincent) : Mark Hupp, le mari de Pam Hupp
- Suanne Spoke (VF : Cathy Cerdà) : Janet, la mère de Betsy et la grand-mère de Mariah
- Mac Brandt (VF : Boris Rehlinger) : l'inspecteur McCarrick, un policier en charge de l'affaire du meurtre de Betsy
- Katy Mixon : Betsy Faria, la femme de Russ, la mère de Mariah Day et la victime du meurtre
- Glenn Fleshler (VF : Jerome Wiggins) : Russ Faria, le mari de Betsy et le père de Mariah
- Olivia Luccardi (VF : Aurélie Konaté) : Lily Day, la fille de Betsy et Russ et la soeur de Mariah

### Acteurs invités
- Patricia French : Minnie, la voisine de Pam
- Ben Chase (VF : Juan Llorca) : Nate Swanson, un avocat de la défense qui travaille avec Joel
- Drew Scheid (VF : Oscar Douieb) : Travis Hupp, le fils de Pam et Mark
- Celia Weston (VF : Marie-Martine) : Shirley Neumann, la mère de Pam
- Heather Magee (VF : Nathalie Homs) : Chris Mennemeyer, le juge du procès de Russ
- Alice Barrett (VF : Rafaèle Moutier) : Cathy Singer, journaliste et productrice à Dateline
- Dane Davenport (VF : Cédric Ingard) : Mike Wood, candidat au poste de procureur du comté de Lincoln et ami de Joel
- Jeff Ryan Baker : Louis Gumpenberger, un habitant du Missouri abattu par Pam

 Source et légende : version française (VF) sur RS Doublage

## Épisodes
1. Une amie en or
2. Une femme sur qui on peut compter
3. Une témoin clé
4. Une fille aimante
5. Une femme pleine de surprises
6. Une meurtrière